# Sphaerosoma leonhardi
Sphaerosoma leonhardi is een keversoort uit de familie Alexiidae. De wetenschappelijke naam van de soort is voor het eerst geldig gepubliceerd in 1916 door Apfelbeck.